# Zielona infrastruktura

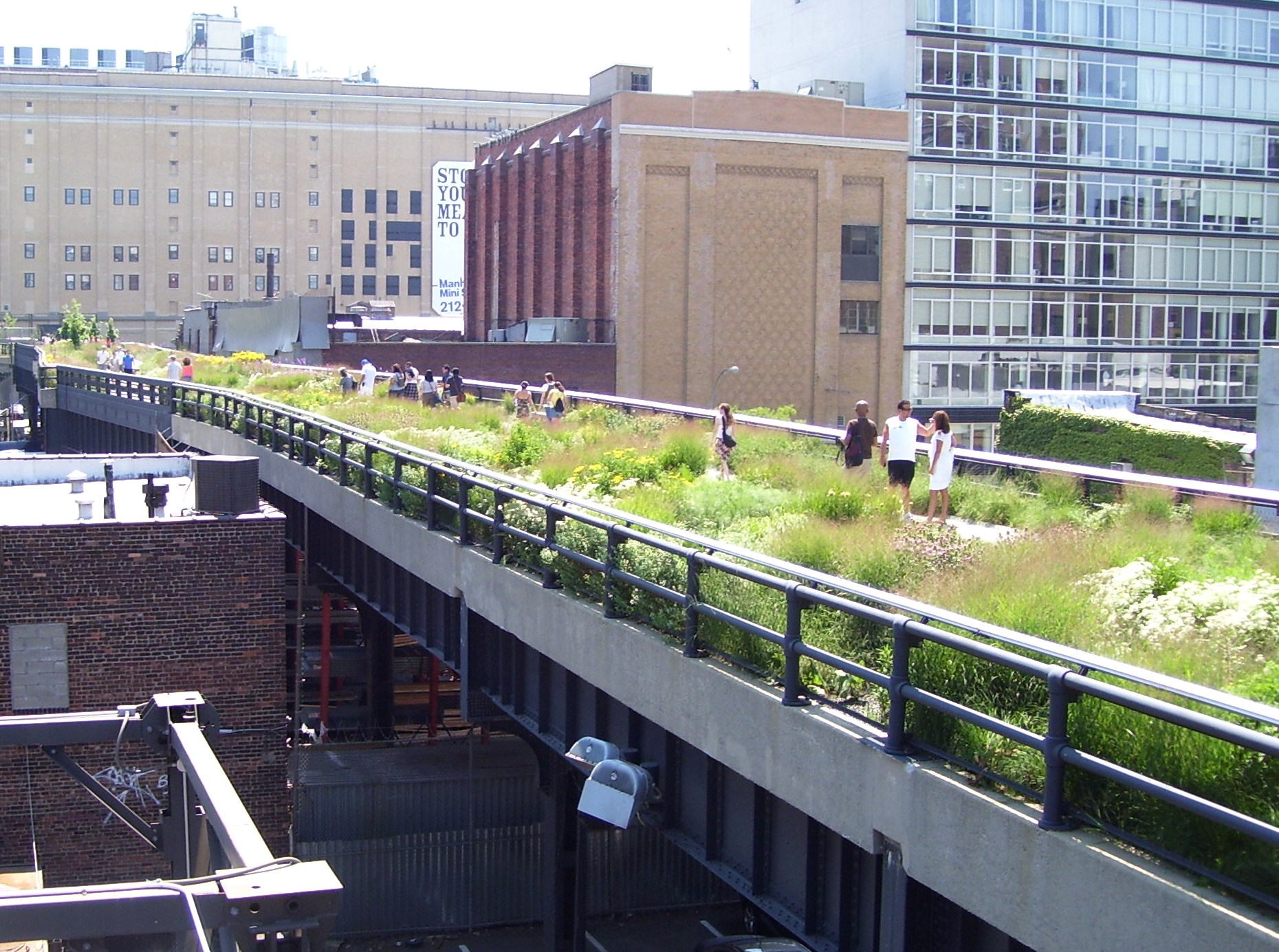
Park linearny High Line w Nowym Jorku, poprowadzony wzdłuż zlikwidowanej linii kolejki miejskiej

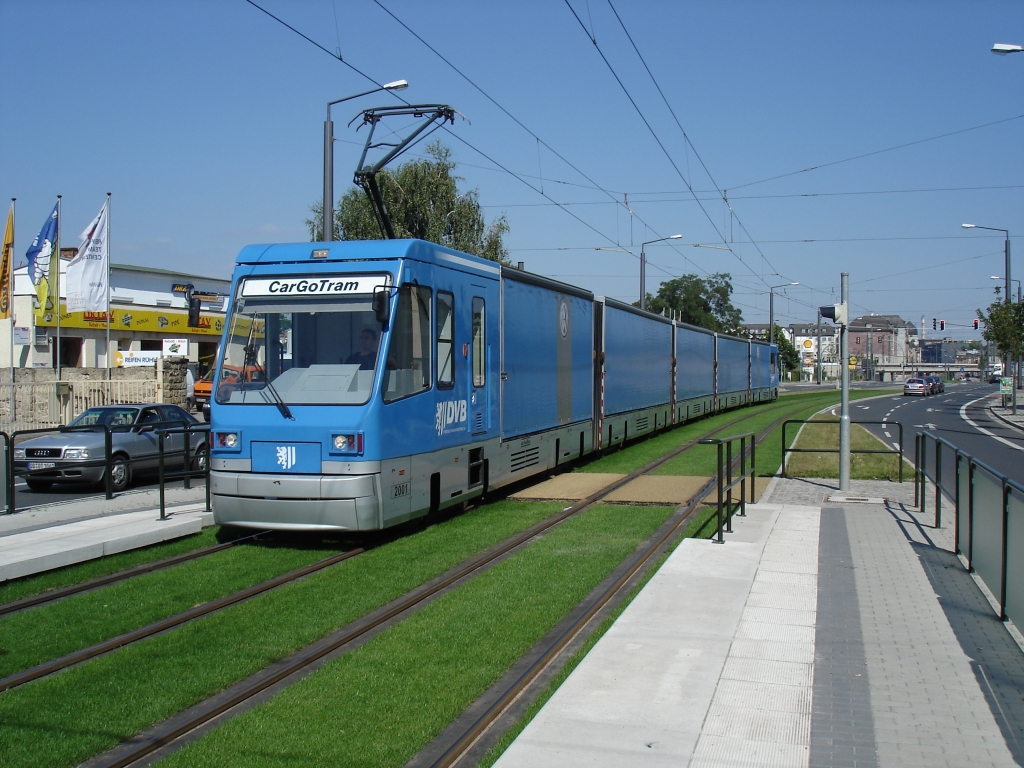
Porośnięte trawą torowisko tramwajowe w Dreźnie

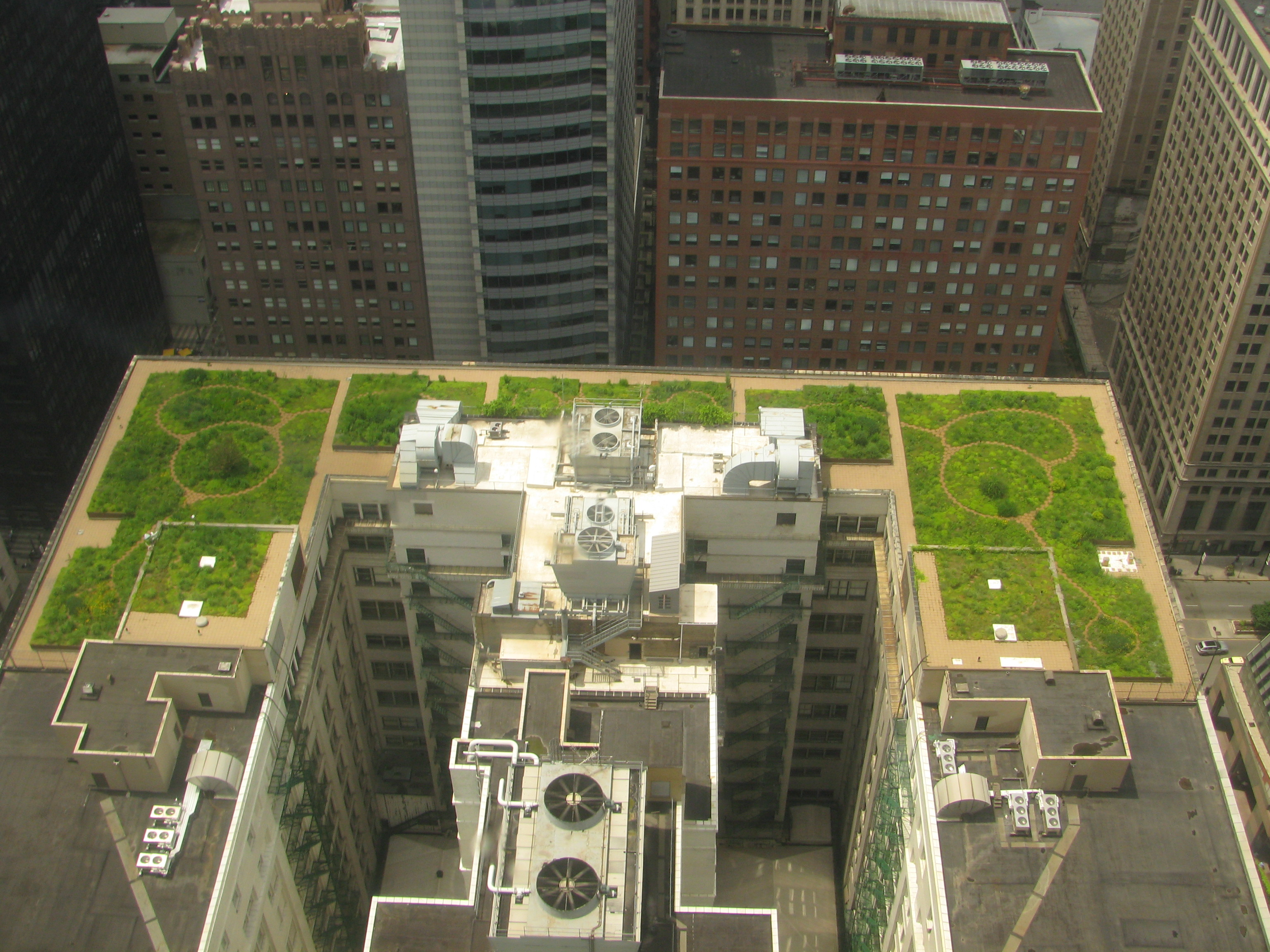
Zielony dach na budynku urzędu miasta w Chicago

Zielona infrastruktura – sieć wysokiej jakości naturalnych i seminaturalnych obszarów, która jest strategicznie planowana, projektowana i zarządzana w celu dostarczenia szerokiego wachlarza usług ekosystemowych oraz ochrony różnorodności biologicznej. Zielona infrastruktura może występować zarówno w miastach, jak i na obszarach wiejskich.
Zielona infrastruktura jest często tańsza i bardziej trwała niż rozwiązania alternatywne, proponowane przez tradycyjną inżynierię lądową.
Elementami zielonej infrastruktury w środowisku miejskim są np.:
- obszary chronione, takie jak obszary sieci Natura 2000;
- zdrowe ekosystemy i tereny o wysokiej wartości przyrodniczej poza obszarami chronionymi, takie jak: tereny zalewowe, podmokłe, obszary przybrzeżne, lasy naturalne itd.;
- naturalne elementy krajobrazu, takie jak małe cieki wodne, kępy drzew, żywopłoty, które mogą służyć jako korytarze ekologiczne lub ostoje dla dziko żyjących gatunków;
- odtworzone siedliska, które zostały stworzone z myślą o konkretnym gatunku na przykład po to, by rozszerzyć zasięg obszaru chronionego, zwiększyć teren, na którym ten gatunek może żerować, rozmnażać się i znajdować schronienie, a także pomóc mu w migracji/rozprzestrzenianiu;
- sztuczne elementy, takie jak ekodukty i zielone mosty, zaprojektowane, by pomagać zwierzętom w przekraczaniu barier dla nich nie do pokonania;
- wielofunkcyjne strefy, gdzie zamiast inwazyjnych działań preferuje się sposoby użytkowania ziemi, które pomagają zachować lub odtworzyć zdrowe i różnorodne biologicznie ekosystemy;
- obszary, na których realizuje się działania podnoszące ogólną jakość ekologiczną i przenikalność krajobrazu;
- elementy miejskie, takie jak tereny zieleni, zielone (porośnięte trawą) torowiska tramwajowe, porośnięte roślinnością mury i dachy (zielone dachy), które są miejscem sprzyjającym różnorodności biologicznej, umożliwiającym przetrwanie ekosystemów i pełnienie przez nie swoich funkcji dzięki połączeniu cech obszarów miejskich, podmiejskich i wiejskich;
- elementy krajobrazu sprzyjające adaptacji do zmiany klimatu i łagodzeniu jej skutków, takie jak moczary, lasy na terenach zalewowych oraz bagna – służące ochronie przeciwpowodziowej, gromadzeniu wody i dwutlenku węgla, a także dające schronienie dziko żyjącym gatunkom, by mogły poradzić sobie ze zmieniającymi się warunkami klimatycznymi.

Zielona infrastruktura jest narzędziem, który wykorzystuje przyrodę w celu uzyskania korzyści dla środowiska, gospodarczych i społecznych.
Przykłady takich korzyści:
- zamiast budowania infrastruktury przeciwpowodziowej zastosowanie zielonej infrastruktury może pozwolić naturalnym podmokłym siedliskom wchłonąć (retencjonować) nadmiar wód z ulewnych opadów,
- miasta wyposażone w zieloną infrastrukturę stają się bardziej atrakcyjnym miejscem do życia i pracy,
- parki o znacznej różnorodności biologicznej, tereny zielone i korytarze świeżego powietrza mogą przyczynić się do złagodzenia skutków fali upałów letnich,
- elementy zielonej infrastruktury przyczyniają się do rozwoju dzikiej flory i fauny, w tym również na obszarach miast,
- Lepsze planowanie infrastruktury poprawia efektywność polityki mobilności i polityki budowlanej oraz sprzyja oszczędzaniu energii.